# Puiga
Puiga is een plaats in de Estlandse gemeente Võru vald, provincie Võrumaa. De plaats telt 237 inwoners (2021) en heeft de status van dorp (Estisch: küla).